# Emil Julius Gumbel
Emil Julius Gumbel, född 18 juli 1891 i München, död 10 september 1966 i New York, var en tysk matematiker (extremvärdesteori) och politisk skriftställare. Han gick i exil kort efter Adolf Hitlers maktövertagande i januari 1933.

## Biografi
Gumbel föddes i en framstående judisk familj från Württemberg  och tog examen från universitetet i München strax före första världskrigets utbrott. Han var professor i matematisk statistik vid Universitetet i Heidelberg.
Efter mordet på en vän på öppen gata följde Gumbel rättegången där han såg att domaren helt ignorerade bevis mot de nazistiska brunskjortorna. Förskräckt undersökte han ivrigt många liknande politiska mord som hade inträffat och publicerade sina resultat i Vier Jahre politischer Mord 1922, som han behövde distribuera själv. År 1928 publicerade han Causes of Political Murder och försökte också skapa en politisk grupp för att motverka nazismen. Gumbel var också en av de 33 undertecknarna av Dringender Appell(de) 1932.
Gumbel var på en matematisk konferens i Schweiz när Hitler kom till makten 1933. Hans familj lyckades ta sig ut ur Tyskland och de etablerade sig i Frankrike. När den norra delen ockuperades av Tyskland flydde de till den södra delen och sedan till USA 1940. Han undervisade vid Columbia University i New York City fram till sin död 1966. Han blev lektor där 1953 vid institutionen för industriell teknik.
Som matematiker medverkade Gumbel i utvecklingen av extremvärdeteorin tillsammans med Leonard Tippett och Ronald Fisher. Han publicerade en klassisk bok om extremvärdesstatistik Statistics of Extremes 1958, som förklarar de statistiska fördelningarna där förkunskaperna är de första högskolekurserna i analys. Han härledde och analyserade sannolikhetsfördelningen som nu är känd som Gumbel-fördelningen till hans ära.

## Valda publikationer
- E. J. Gumbel (1919), Vier Jahre Lüge, Berlin: Verlag Neues Vaterland
- E. J. Gumbel (1922), Vier Jahre politischer Mord, Berlin-Fichtenau: Verlag der neuen Gesellschaft
- E. J. Gumbel (1958), Statistics of Extremes, New York: Columbia University Press